# Parasporobacterium paucivorans
Parasporobacterium paucivorans è una specie di batterio appartenente alla famiglia delle Clostridiaceae.